# Levende ord - fællesskab og demokrati
|  | Denne artikel er oprettet af botten PalnaBot ud fra en ekstern database. Den kan derfor have sproglige fejl eller mangler. Denne skabelon kan fjernes efter kontrol af indholdet. |

Levende ord - fællesskab og demokrati er en dokumentarfilm instrueret af Dola Bonfils efter manuskript af Dola Bonfils.

## Handling
Hvad betyder ordet demokrati her i slutningen af det 20. århundrede? Er demokratiet i krise i Danmark? Filmen følger en insisterende nysgerrig Ebbe Kløvedal Reich. Først i dialog med danske politikere. Senere på rejse i Afrika, hvor Kløvedal er fast besluttet på at sætte sine forestillinger og fordomme om ideelle samfundsindretninger på prøve. Kløvedal besøger Naam-bevægelsen i Burkina Faso, hvis stifter Bernard Ouedraogo har udviklet et kvalitativt demokrati på basis af ideer og praksis, der minder om den danske andelsbevægelse. Men er vi parate til at lære af afrikanerne?